# Pfarrkirche Kufstein

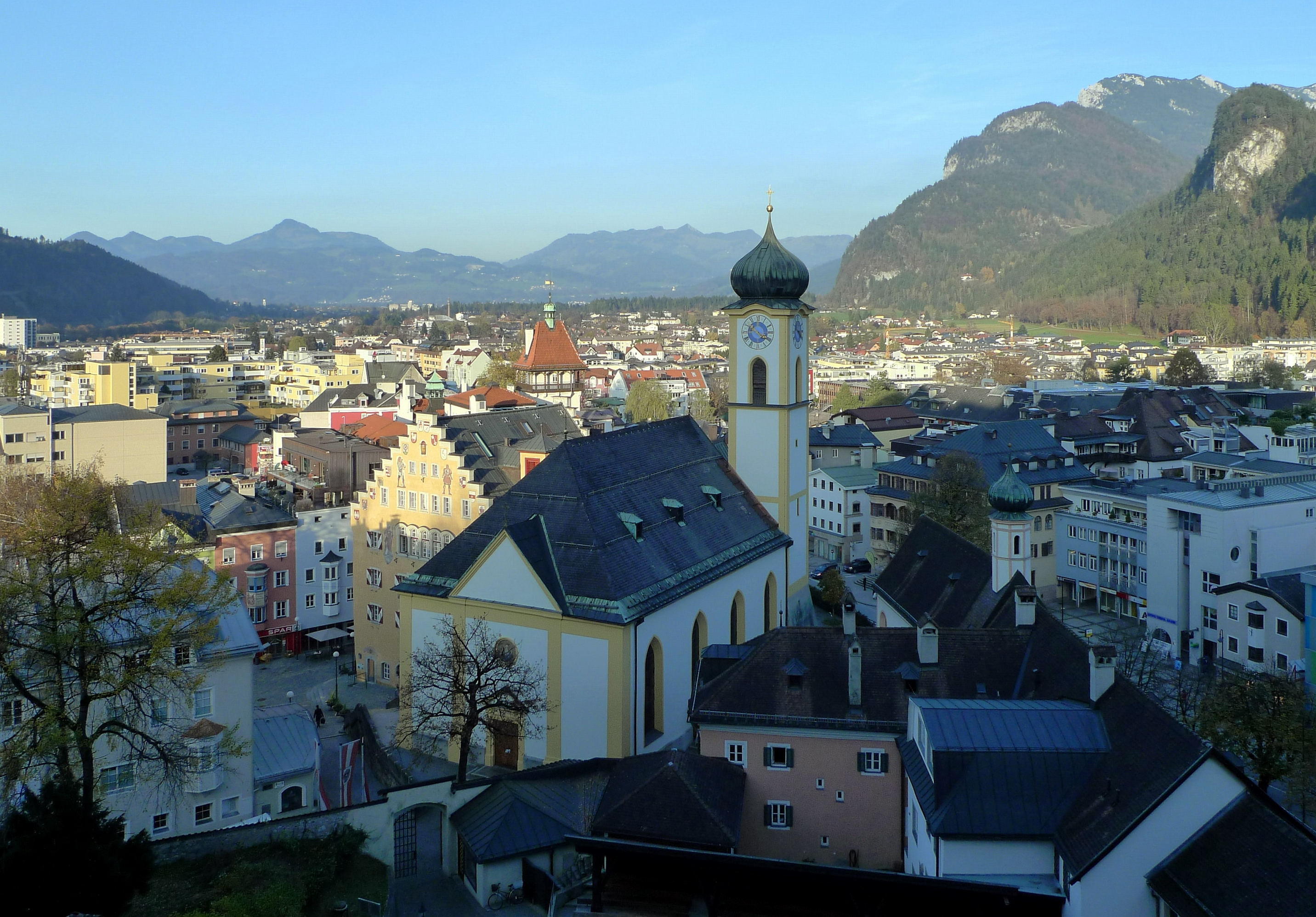
Kath. Pfarrkirche hl. Vitus in Kufstein

Die römisch-katholische Stadtpfarrkirche Kufstein steht im Ortszentrum der Gemeinde Kufstein im Bezirk Kufstein in Tirol. Sie ist dem heiligen Vitus geweiht und gehört zum Dekanat Kufstein in der Erzdiözese Salzburg. Das Bauwerk steht unter Denkmalschutz.

## Geschichte
Der gotische Bau der St. Vitus-Kirche wurde spätestens 1420 vollendet und bildete den Nachfolgebau einer bereits bestehenden Kirche. Es handelt sich dabei um eine dreischiffige Hallenkirche mit polygonalem Chorabschluss.
In den Jahren 1660 bis 1661 wurde sie barockisiert, um sie dem Geschmack der Zeit anzupassen. Diese Änderungen sind noch heute sichtbar: Fassade, Turmabschluss, Zwiebelhelm und Außengestaltung sowie Farbgebung entstammen haben mit der gotischen Erscheinung der Kirche nichts mehr gemein. Auch die Betonung der Fassadenmitte durch einen Risalit und die Unterteilung mittels farblich abgesetzter Pilaster und Lisenen ist charakteristisch für den frühen, noch relativ streng wirkenden Barock.
1840 wurde die Kirche um ein Joch vergrößert. Bei dieser Gelegenheit tauschte man auch das barocke gegen ein klassizistisches Mobiliar. 1929 wurden die Gewölbeabschnitte des Mittelschiffes und das Gewölbe der Empore vom Maler Rudolf Stolz (1874–1960) mit Wandmalereien a secco versehen. 1959 und 1991 fanden umfangreiche Restaurierungen statt.

## Ausstattung

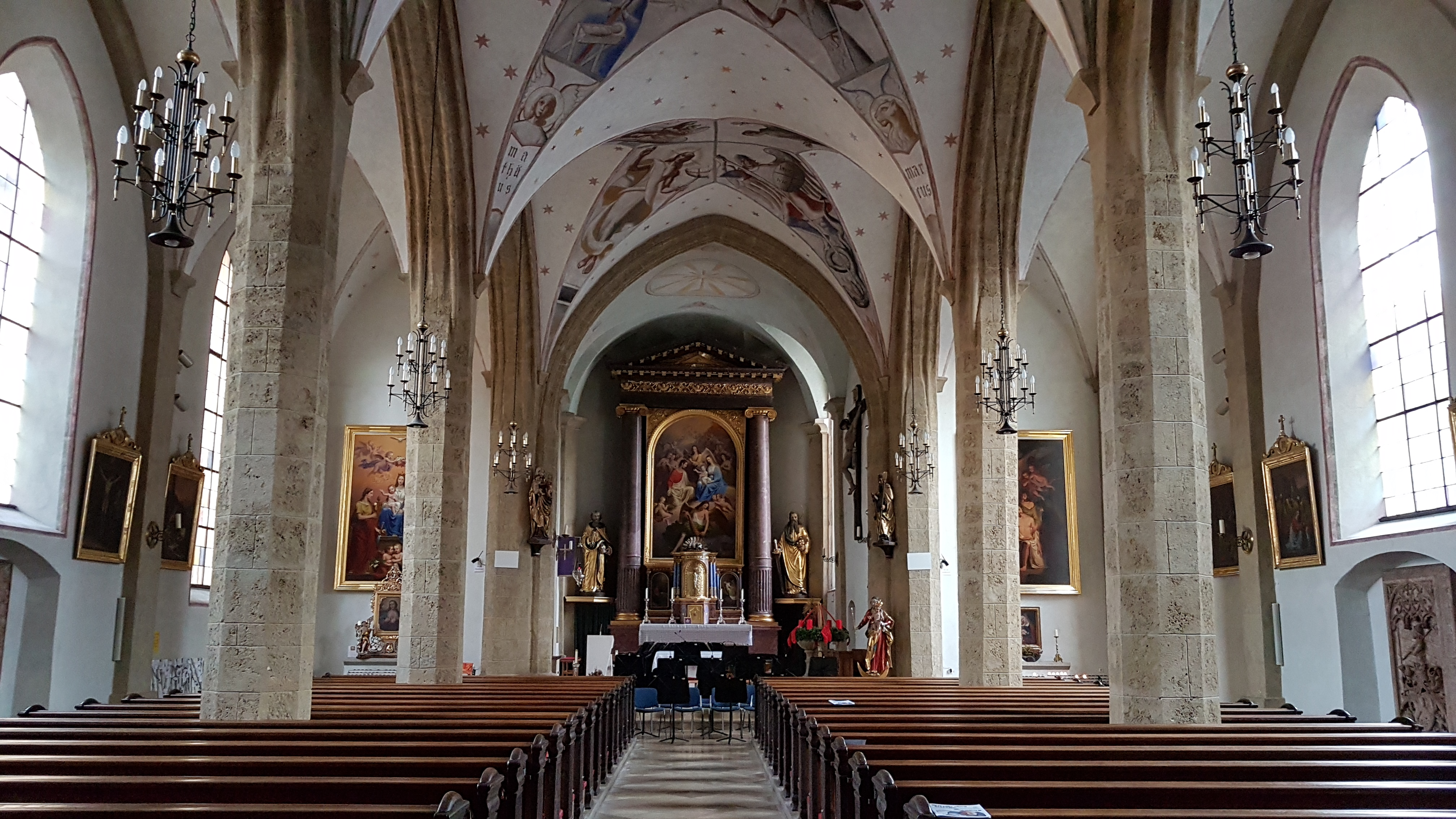
Innenansicht, Blick zu den Altären

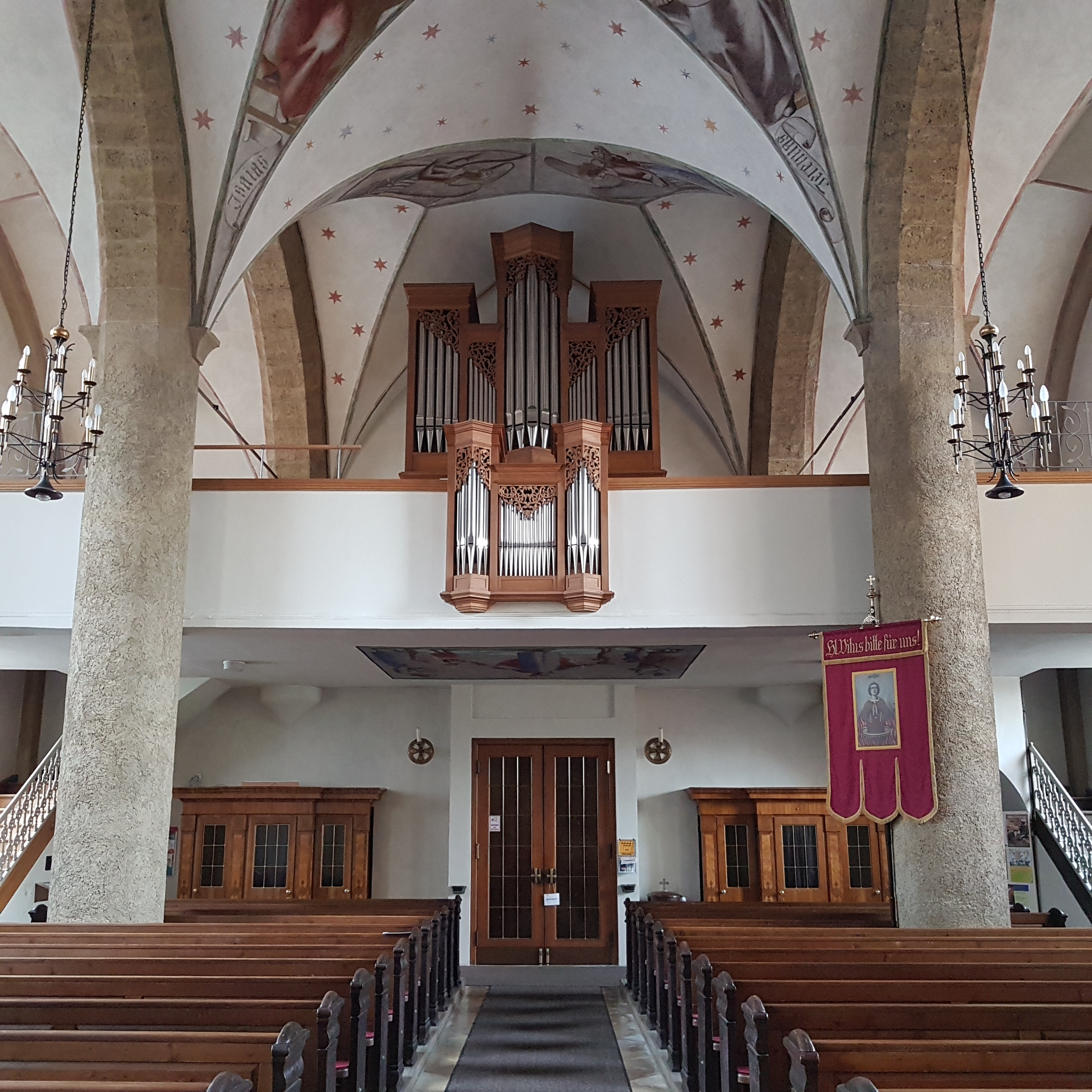
Innenansicht, Blick zur Orgelempore

Das älteste Mobiliarstück, welches heute in der Kirche zu finden ist, stellt der klassizistische Hochaltar des Tiroler Bildhauers Josef Stumpf dar. Dar Altaraufbau besteht im Wesentlichen aus zwei auf Postamenten stehenden Säulen mit ionischen Kapitellen, welchen einen Dreiecksgiebel tragen. Direkt unterhalb des Giebels findet sich ein ornamentaler Zierfries mit floralen Motiven und Engelsköpfen. Der Giebel selbst trägt in seinem Zentrum das aus dem Barock stammende Symbol für Gott: ein Dreieck mit einem Auge in der Mitte, umgeben von einem Strahlenkranz. Flankiert wird der Altar von zwei Apostelstatuen, welche vermutlich vom Kufsteiner Bildhauer Kaspar Bichler (19. Jahrhundert) stammen. Vom Altar aus gesehen rechts findet sich Petrus, erkennbar an den Schlüsseln in seiner Hand, und links Paulus, zu identifizieren anhand des Schwertes und des Evangeliums in seinen Händen.
Das Altargemälde stammt vom Tiroler Künstler Josef Arnold dem Älteren (1788–1879) und zeigt den Titelheiligen der Kirche (Hl. Vitus) als Märtyrer vor Maria und Christus. Als Märtyrer weist ihn neben dem Lorbeerkranz über seinem Haupt auch eines seiner Attribute aus – der Kessel mit siedend heißem Öl. Arnolds Stil ist eine Mischung aus klassizistischen und romantischen Elementen: Kleidung, Haltung, Mimik und Gestik der Figuren erinnern an Heinrich Friedrich Füger, das Kolorit hingegen an die Nazarener.
St. Vitus beherbergt neben dem Altarbild noch zwei weitere Gemälde Josef Arnolds d. Ä. Zum einen eine Darstellung der Madonna mit den Heiligen Barbara und der Katharina von Alexandrien am linken Seitenaltar, zum anderen ein Gemälde des heiligen Sebastian, dessen Wunden gerade von der Witwe des Märtyrers Kastulus gepflegt werden, am rechten Seitenaltar. Alle drei Gemälde stammen aus der Zeit um 1840.
Von den Wandmalereien des Künstlers Rudolf Stolz aus dem Jahr 1929 im Gewölbe erhielten sich jene vom ersten bis zum dritten Joch im Mittelschiff, zwei in der Empore und eine unterhalb der Empore im Eingangsbereich. Das erste Joch des Mittelschiffes zeigt vier alttestamentliche Propheten: Daniel, David, Jeremia und Jesaja. Jeder der Propheten hält ein Spruchband in Händen, darauf Zitate aus der Bibel.
- Daniel: „Siebzig Jahreswochen sind festgesetzt“
- David: „Kommet lasset uns frohlocken dem Herrn unserem Heiland“
- Jeremia: „O ihr alle die ihr vorübergehet, schauet, ob ein Schmerz gleich sei meinem Schmerze“
- Jesaja: „Siehe die Jungfrau wird empfangen und einen Sohn gebären, sein Name wird sein Emanuel“

Das zweite Joch zeigt die vier Evangelisten anhand der ihnen zugeordneten Symbolen und namentlichen Inschriften. Zudem finden sich darüber verschiedene Darstellungen. Im Zentrum dieses Joches, eingelassen in ein Loch, findet sich eine Heiliggeist-Taube, umgeben von einem goldenen Strahlenkranz. Über dem Evangelisten Markus (Löwe) findet sich der Heilige Johannes der Täufer, ihm gegenüber – oberhalb des Evangelisten Lukas (Stier) – sein Vater, Zacharias. Über dem Evangelisten Matthäus (geflügelter Mensch) erkennt man Maria an der Wiege Christi, hinterfangen vom bethlehemitischen Stern und als Letztes, ihr gegenüber, oberhalb des Evangelisten Johannes (Adler) Christus mit einem offenen Buch in der Hand, auf welchem die griechischen Buchstaben Alpha und Omega zu lesen sind. Diese beziehen sich auf einen biblischen Vers nach Off. 22,13: „Ich bin das Alpha und das Omega, der Erste und der Letzte, der Anfang und das Ende“.
Im Gewölbe des dritten Joches des Mittelschiffes findet sich eine chiffrierte Darstellung der Vier letzten Dinge. Eine ausgemergelte, in ein Totenlinnen gehüllte Gestalt, die einem Grab zu entschweben scheint, steht für den Tod. Ein Posaune blasender Engel verweist auf das Jüngste Gericht (s. Offb. 8, 6–11,19). Der auferstande Christus mit der Siegesflagge in der Hand repräsentiert den Himmel. Der Erzengel Michael, welcher gerade den Drachen, Sinnbild Luzifers und alles Bösen, überwindet, verweist auf die Hölle. Auf dem Schild des Erzengels stehen die Worte „Wer ist wie Gott“ – die Bedeutung seines ursprünglich hebräischen Namens.
Im Gewölbe der Orgelempore finden sich weiters die Darstellung eines Harfe spielenden und eines Geige spielenden Engels. Unterhalb des Geige spielenden Engels steht in einem Spruchband „Preiset den Herrn ihr Engel des Herrn“ (Dan 3,59 ) und unterhalb des Harfe spielenden Engels „Ehre sei Gott in der Höhe“ (Lk ,14 ; s. auch Vulgata, Lk 2,14: Gloria in excelsis Deo). Das letzte Wandgemälde des Rudolf Stolz findet sich im Bereich des Haupteingangs der Kirche, unterhalb der Empore. Es zeigt Christus umgeben von zwei Müttern und sieben Kindern.
Ansonsten finden sich innerhalb der Kirche St. Vitus noch zwei mittelalterliche Grabplatten mit Reliefdarstellungen der Verstorbenen und ihrer Wappen darauf.

Bildergalerie
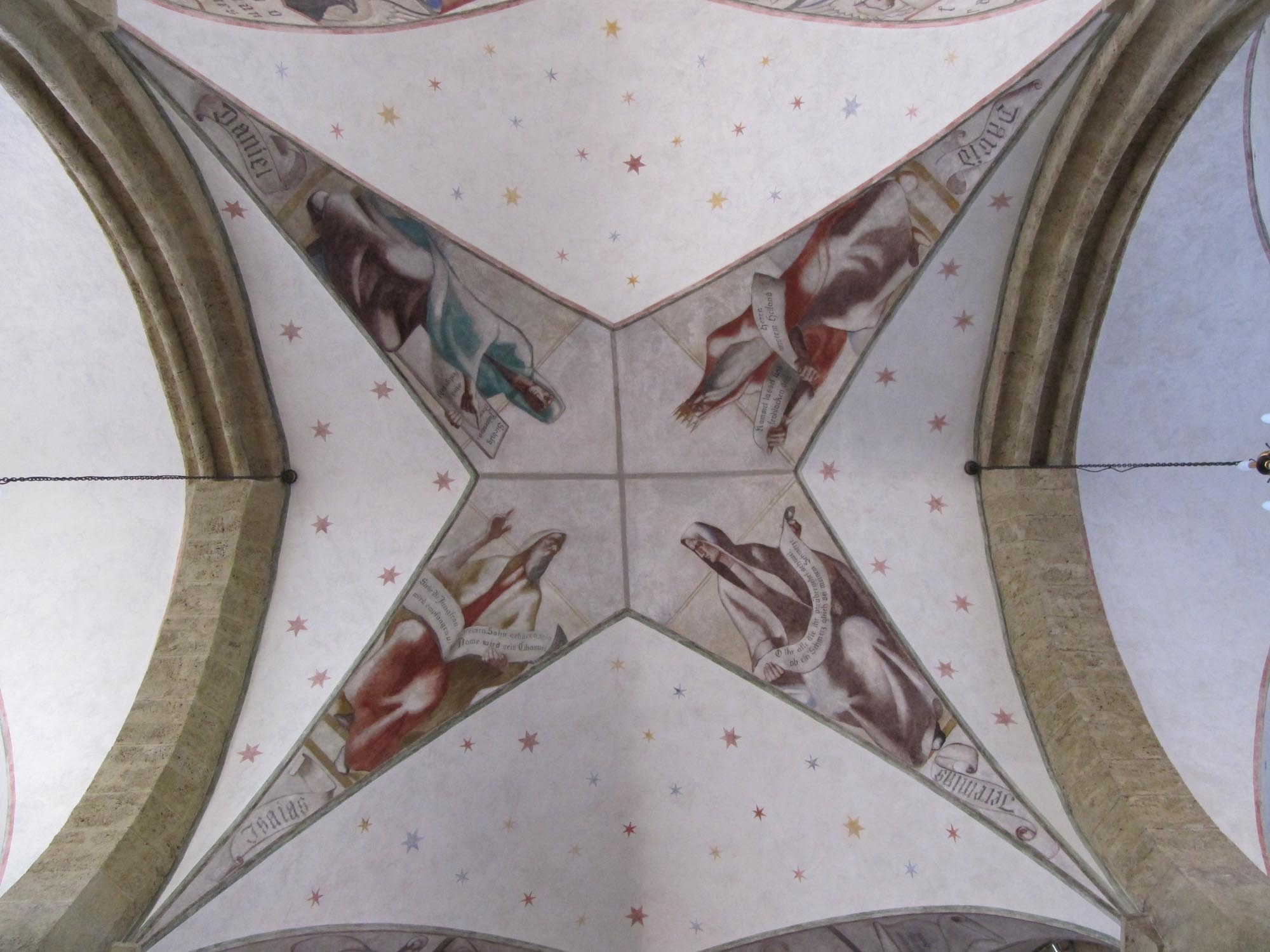
1. Gewölbejoch: Die Propheten
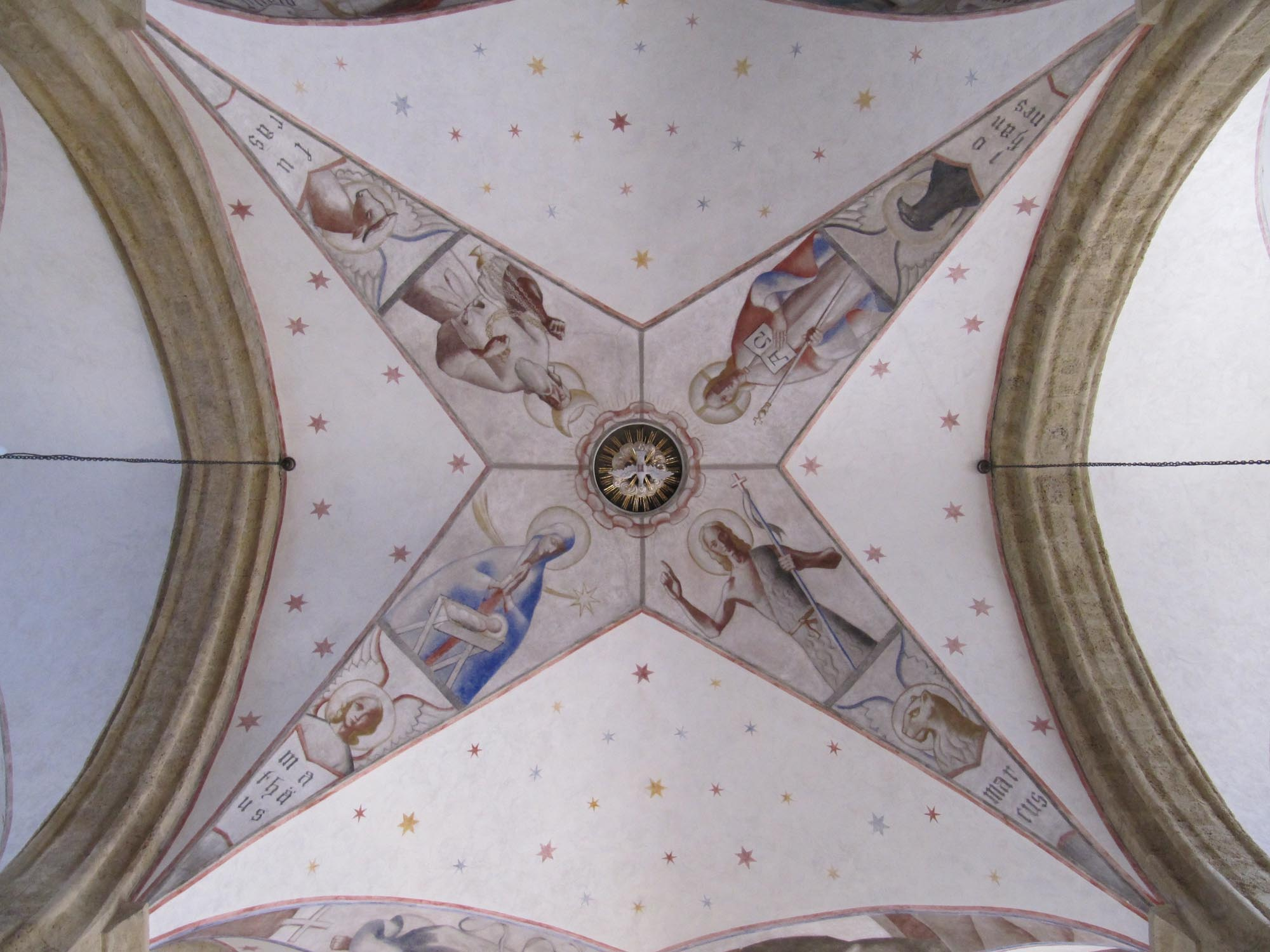
2. Gewölbejoch: Die Evangelisten
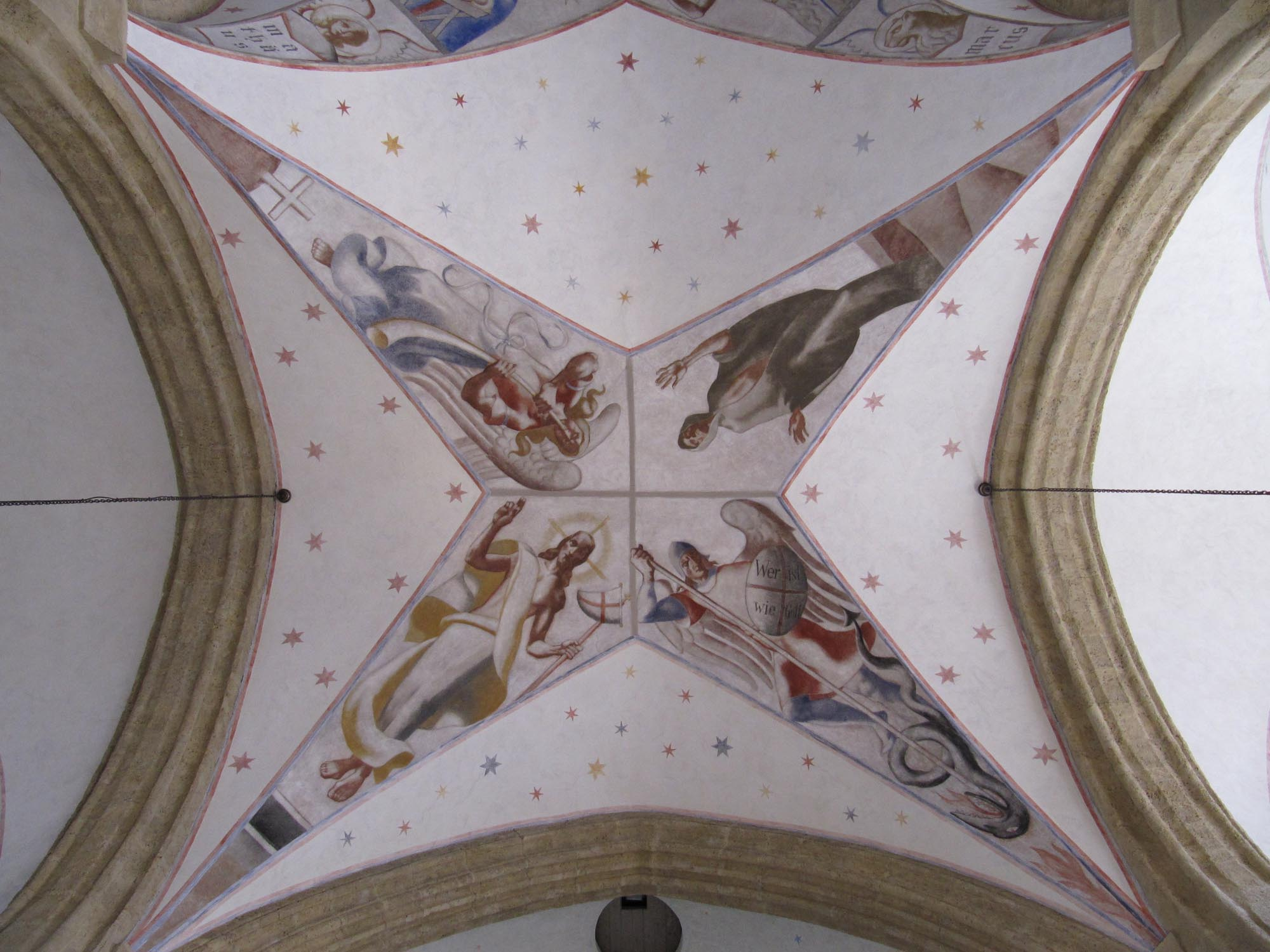
3. Gewölbejoch: Die vier letzten Dinge
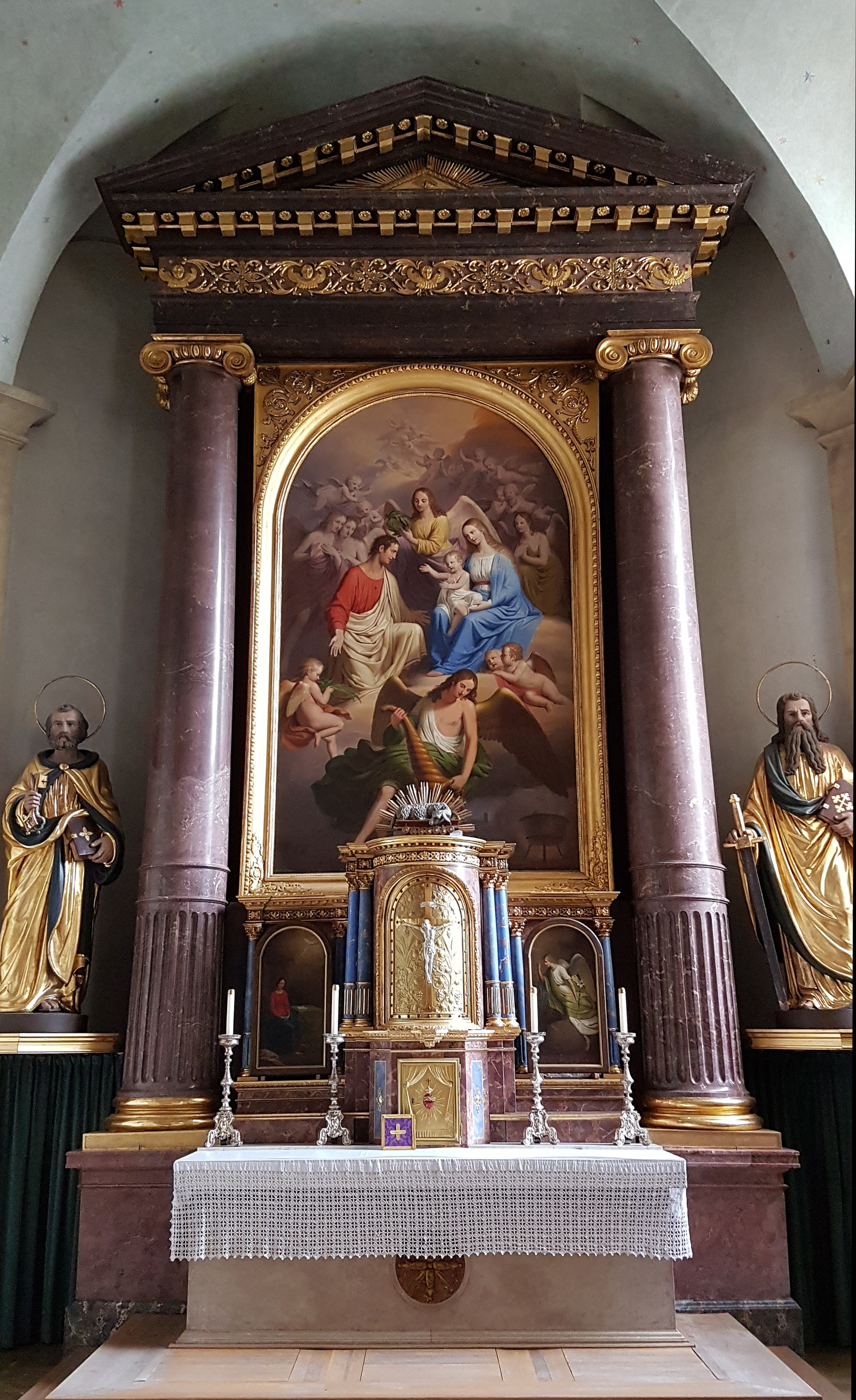
Altar mit dem Gemälde Josef Arnolds

## Glocken
Das Geläute der Stadtpfarrkirche besteht aus fünf Glocken in den Tönen cis1-e1-fis1-a1-cis2. Glocke 4 (a1) ist die älteste im Geläute und wurde 1706 von Johann Paul Schellener gegossen. Die übrigen Glocken stammen von Grassmayr aus dem Jahre 1948. Das Geläute wird recht hoch geschwungen und alle Glocken besitzen einen Klöppelfänger.